# Grupa Krakowska
Grupa Krakowska – studenckie zrzeszenie artystyczne, które działało w Krakowie w latach 1930–1937. Do jego tradycji nawiązała powstała po II wojnie światowej Grupa Krakowska II.

## Grupa Krakowska
Grupę Krakowską założyli studenci Akademii Sztuk Pięknych, reprezentujący lewicowy światopogląd. Nie mieli ściśle określonego programu artystyczngo. Uprawiali sztukę nowoczesną, wpisującą się w nurty kubizmu, abstrakcjonizmu i ekspresjonizmu.
Należeli do niej m.in.
- Sasza Blonder
- Berta Grünberg
- Maria Jarema
- Leopold Lewicki
- Adam Marczyński
- Stanisław Osostowicz
- Szymon Piasecki
- Bolesław Stawiński
- Jonasz Stern
- Aleksander Winnicki
- Henryk Wiciński
- Eugeniusz Waniek
- Adam Franciszek Jaźwiecki

Pod koniec okupacji członkowie stowarzyszenia skupiali się wokół konspiracyjnego teatru Tadeusza Kantora.

## Grupa Krakowska II
Do tradycji Grupy Krakowskiej nawiązała zawiązana w 1946 Grupa Młodych Plastyków. Na przełomie 1948/1949 zorganizowali oni awangardową Wystawę Sztuki Nowoczesnej w Krakowie. W 1957 grupa przyjęła nazwę Grupa Krakowska II.
W jej skład weszli członkowie Grupy przedwojennej (Jarema, Marczyński, Stern) oraz:
- Jerzy Bereś
- Tadeusz Brzozowski
- Wanda Czełkowska
- Tadeusz Kantor
- Andrzej Kowalski (1930–2004)
- Wojciech Krakowski
- Janina Kraupe-Świderska
- Alfred Lenica
- Jadwiga Maziarska
- Daniel Mróz
- Kazimierz Mikulski
- Jerzy Nowosielski
- Jan Pamuła (grafik)
- Andrzej Pawłowski (fotograf)
- Maria Pinińska-Bereś
- Erna Rosenstein
- Teresa Rudowicz
- Jerzy Skarżyński
- Maria Stangret-Kantor
- Bogusław Szwacz
- Jan Tarasin
- Jerzy Tchórzewski
- Marian Warzecha
- Zbigniew Warpechowski

Historycy i krytycy sztuki:
- Stanisław Balewicz
- Andrzej Kostołowski
- Piotr Krakowski
- Mieczysław Porębski
- Artur Sandauer

Kompozytorzy:
- Barbara Buczek
- Bogusław Schaeffer
- Adam Walaciński

W 1961 do Grupy Krakowskiej przyłączyła się tzw. Grupa Pięciu, zwana później Grupą Nowohucką (Danuta Urbanowicz, Julian Jończyk, Janusz Tarabuła, Jerzy Wroński, Witold Urbanowicz) reprezentująca nurt zwany malarstwem materii.
Prace artystów są wystawiane w galerii „Krzysztofory”, galerii „Zderzak” oraz Galerii Starmach.